# Municipio de Huston (condado de Centre)
El municipio de Huston (en inglés: Huston Township) es un municipio ubicado en el condado de Centre en el estado estadounidense de Pensilvania. En el año 2000 tenía una población de 1.311 habitantes y una densidad poblacional de 19.5 personas por km².

## Geografía
El municipio de Huston se encuentra ubicado en las coordenadas 40°52′35″N 78°00′59″O / 40.87639, -78.01639.

## Demografía
Según la Oficina del Censo en 2000 los ingresos medios por hogar en la localidad eran de $38,500 y los ingresos medios por familia eran de $42,386. Los hombres tenían unos ingresos medios de $30,417 frente a los $26,250 para las mujeres. La renta per cápita de la localidad era de $16,268. Alrededor del 13,9% de la población estaba por debajo del umbral de pobreza.